# Waleryj Wakulczyk
Waleryj Pauławicz Wakulczyk (biał. Валерый Паўлавіч Вакульчык, ur. 19 czerwca 1964 w Radostowie) – białoruski funkcjonariusz bezpieczeństwa państwowego w stopniu generała porucznika. W latach 2008–2011 zastępca szefa Centrum Operatywno-Analitycznego przy Prezydencie Republiki Białorusi. Od 2011 do 2012 Przewodniczący Komitetu Śledczego Republiki Białoruś. Od 2012 do 2020 Przewodniczący Komitetu Bezpieczeństwa Państwowego Republiki Białorusi.

## Życiorys
W 1985 ukończył studia w Wyższej Gwardyjskiej Szkole Oficerskiej Wojsk Pancernych w Charkowie. W 1992 ukończył Wyższe Kursy Kontrwywiadu Wojskowego KGB ZSRR, a w 2011 studia w Akademii Zarządzania przy Prezydencie Białorusi.
Od 1985 do 1991 służył w Siłach Zbrojnych ZSRR. Od 1991 do 2008 był funkcjonariuszem organów bezpieczeństwa państwowego Republiki Białorusi. W 2008 otrzymał stanowisko zastępcy szefa Centrum Operatywno-Analitycznego przy Prezydencie Białorusi. 24 października 2011 został przewodniczącym nowo utworzonego Komitetu Śledczego Białorusi. 16 listopada 2012 otrzymał nominację na stanowisko Przewodniczącego Komitetu Bezpieczeństwa Państwowego Republiki Białoruś.
2 października 2020 roku został wpisany na „Czarną listę” Unii Europejskiej. Albania, Islandia, Liechtenstein, Norwegia, Macedonia Północna, Czarnogóra i Ukraina przystąpiły do sankcji UE 20 listopada 2020 roku. Z tego powodu Wakulczyk został wpisany na listach sankcyjnych Szwajcarii, Wielkiej Brytanii i Kanady.

## Ordery i odznaczenia
- Order Ojczyzny III klasy (2014)[9]
- Medal „Za nienaganną służbę” I klasy
- Medal „Za nienaganną służbę” II klasy
- Medal „Za nienaganną służbę” III klasy
- Medal Jubileuszowy „60 lat Zwycięstwa w Wielkiej Wojnie Ojczyźnianej 1941–1945”
- Medal „80 lat Komitetu Bezpieczeństwa Państwowego”
- Medal „80 lat Sił Zbrojnych Republiki Białorusi”
- Medal „90 lat Komitetu Bezpieczeństwa Państwowego”